# Quatuor Guarneri
Le Quatuor Guarneri est un quatuor à cordes américain, fondé en 1964 à Marlboro et dissous en 2009. Il est admiré pour ses riches, chaudes, complexes sonorités et son audace, ses interprétations dramatiques de la littérature du quatuor, avec une affinité particulière pour les œuvres de Beethoven et de Bartók. 
Par le biais de l'enseignement (à Harpur College – aujourd'hui Binghamton University –, à l'Université du Maryland, au Curtis Institute et à Marlboro), les membres du quatuor Guarneri ont contribué à susciter l'intérêt de jouer en quatuor pour une génération de jeunes musiciens. Les nombreuses tournées du groupe et les activités d'enregistrement, couplées avec ses efforts de sensibilisation afin d’élargir l’audience, ont contribué à la rapide croissance de la popularité de la musique de chambre durant les années 1970 et 1980. 
L'ensemble est remarquable par sa longévité : le quatuor s'est produit pendant 45 ans, avec seulement un changement de membre, lorsque le violoncelliste David Soyer a pris sa retraite en 2001 et a été remplacé par son élève, Peter Wiley. Le Quatuor Guarneri est finalement dissous en 2009 après avoir donné plus de 4000 concerts au cours de sa carrière et un ultime récital en Floride le 27 octobre de cette même année.

## Membres
Premier violon
Arnold Steinhardt (né à Los Angeles, le 1er avril 1937). Steinhardt est l'aîné de deux enfants nés de parents polonais épris de musique. Il commence à étudier le violon dès six ans et entre au Curtis Institute of Music de Philadelphie à dix-sept ans, comme élève d'Ivan Galamian. Avant la fondation du Quatuor Guarneri, Steinhardt passe quatre années en tant qu'assistant violon solo de l'Orchestre de Cleveland sous la direction de George Szell ; il passe ses étés au Festival de Marlboro et en 1962, il étudie en Suisse avec Joseph Szigeti. Mesurant 1,90 m et possédant des bras exceptionnellement longs, il lui est nécessaire d'ajuster sa posture de jeu pour éviter la douleur. Auteur de deux ouvrages, son ouverture d'esprit est grande et son expression claire. Collectionneur de vieilles serrures, il aimait parcourir les boutiques d'antiquités lors des tournées avec le Quatuor. Depuis la dissolution des Guarneri, il maintient un blog contenant ses réflexions personnelles et des souvenirs.
Second violon
John Dalley (né à Madison (Winconsin), 1er juin 1936). Les parents de Dalley étaient tous deux musiciens. Il commence l'apprentissage du violon à quatre ans et passe ses étés à l'Interlochen National Music Camp. Dans son adolescence, il se rend à Tuscaloosa pour étudier à l'Université de l'Alabama avec Ottokar Čadek. À dix-huit ans, il s'inscrit au Curtis Institute of Music de Philadelphie pour travailler avec Efrem Zimbalist. Après l'obtention de son diplôme du Curtis, Dalley enseigne au Conservatoire d'Oberlin et, plus tard, joue aux côtés de David Soyer dans un ensemble connu sous le nom d’American String Quartet. De nature réfléchie et affable, Dalley possède aussi un esprit caustique et manifeste occasionnellement des éclats clownesques ; mais il est le plus introverti des musiciens de l'ensemble Guarneri, souvent absent lors des événements sociaux de l'après-concert. Artisan qualifié dans le travail des archets d'instruments à cordes, il lui arrivait de transporter l'équipement nécessaire sur la route, de sorte qu'il puisse travailler sur un archet dans sa chambre d'hôtel, tandis que les autres assistaient à une réception à la suite du concert.
Alto
Michael Tree (Newark, 19 février 1935). Tree est le fils de Samuel Applebaum, un respectable professeur de violon et auteur de plusieurs livres sur la technique. Il reçoit ses premières leçons de son père dès cinq ans et entre au Curtis Institute à l'âge exceptionnellement jeune de douze ans. Il étudie avec Léa Luboshutz, Veda Reynolds et finalement, avec Efrem Zimbalist. Après son diplôme, Michael Tree fait ses débuts au Carnegie Hall et part pour une tournée internationale en tant que soliste (au violon), jouant avec un certain nombre d'orchestres. En 1959, il passe l'été à Marlboro, où il rencontre et joue avec David Soyer et le pianiste Anton Kuerti, dans un ensemble connu sous le nom de Trio Marlboro. Michael Tree est décrit par Steinhardt comme efficace à résoudre les problèmes et comme « une partie musicien, une partie blagueur », toujours prêt à soulager un moment trop intense par une blague, ou une bouffonnerie. Il était le plus enclin à la nervosité avant les représentations. Joueur passionné de tennis, il aimait jouer contre des spécialistes locaux ou avec des amis pendant les tournées.
Violoncelle (1964-2001)
David Soyer (Philadelphie, 24 février 1925 – New York, 25 février 2010) Soyer est l'aîné d'environ douze ans des autres membres du quatuor. Son expérience pré-Guarneri est aussi plus vaste. C'est le seul membre du groupe qui ne reçoit pas sa formation au Curtis Institute. Il étudie le violoncelle avec Diran Alexanian, Emanuel Feuermann et Pablo Casals. Au cours de la seconde Guerre Mondiale, il joue de l'euphonium dans un ensemble d'harmonie de la Marine des États-Unis. Après la guerre, il reprend le violoncelle en tant que membre du Columbia Symphony Orchestra, l'orchestre du Ed Sullivan Show et divers groupes enregistrant des jingles et des publicités. Il joue également avec plusieurs ensembles de musique de chambre avant le Guarneri : le Quatuor Guilet et le New Music Quartets, l'éphémère American Quartet, avec John Dalley et le Trio Marlboro, avec Michael Tree et Anton Kuerti. Pendant les répétitions, Soyer avait son franc-parler et était plein d'énergie ; Steinhardt le décrit comme « brutal et très opiniâtre ». Soyer, que ses expériences d'exécution de la musique commerciale ont aidé à grandir en tant qu'artiste, croyait fermement que les jeunes musiciens devaient être exposés à la musique de danse, la musique folk et au violon tzigane. Il était un expert en art et, passionné de voile, il possédait un sloop de plus de 7 mètres.
Violoncelle (2001-2009)
Peter Wiley (Utica, 1955). Wiley grandit au centre de l'État de New York et commence l'étude du violoncelle à onze ans avec David Soyer, alors que le Quatuor Guarneri était en résidence au Harpur College de Binghamton (NY) – aujourd'hui Binghamton University. Lorsque Soyer rejoint la faculté du Curtis Institute en 1968, Wiley s'y inscrit et poursuit ses études de violoncelle. Diplômé en 1974, il joue avec le Pittsburgh Symphony et le Cincinnati Symphony avant de rejoindre le Beaux Arts Trio pour remplacer le violoncelliste Bernard Greenhouse, lors de sa retraite. Il quitte le Beaux Arts en 1998 pour cofonder le Quatuor avec piano opus one (Opus One Piano Quartet). Lorsque Soyer prend sa retraite du Guarneri, en 2001, Peter Wiley est rapidement et unanimement choisi pour succéder à son mentor.

## Instruments
Malgré le nom du quatuor, un seul membre du quatuor a joué pour un temps significatif d'un instrument fabriqué par la célèbre famille Guarneri de Crémone : pendant de nombreuses années, David Soyer a utilisé un violoncelle Andrea Guarneri fait en 1669. Plus tard, il a préféré un Gagliano fait à Naples en 1778. Après avoir essayé plusieurs violons (y compris un Guarneri), Steinhardt s'est fixé sur un instrument de Crémone réalisé par Lorenzo Storioni à la fin du XVIIIe siècle. Dalley joue d'un violon français fait en 1810, par Nicolas Lupot. Dans les premières années du  quatuor, Michael Tree joue d'un alto (copie d'après le « Conte Vitale » d'Andrea Guarneri) fait par Harvey Fairbanks, un luthier de Binghamton. Plus tard, son principal instrument est un alto de 1750, fabriqué par le vénitien Dominicus Busan ; il joue également d'un instrument moderne, fait par Hiroshi Iizuka. Wiley joue d'un violoncelle fabriqué autour de 1700 par Matteo Gofriller de Venise,.
Au milieu des années 1990, le quatuor reçoit la proposition de prêt d'un jeu de quatre rares instruments de Stradivarius détenus par la Corcoran Gallery de Washington. Après examen, les musiciens du quatuor Guarneri déclinent l'offre, préférant continuer à jouer de l'instrument qu'ils avaient choisi auparavant. Steinhardt a comparé la tâche de trouver un violon bien adapté au style de l'artiste, à celle de trouver un conjoint et il ajoute : « Après beaucoup d'essais et d'erreurs, chacun de nous a trouvé ce qui pourrait bien être son âme sœur musicale ».

## Histoire et activités
Steinhardt, Dalley, Tree et Soyer se regroupent dans le Quatuor Guarneri à l'École de musique et de Festival Marlboro, où ils passaient tous les étés au début des années 1960. Au cours de l'été 1962 et 1963, les quatre jouent ensemble de la musique de chambre, en diverses combinaisons et reçoivent les encouragements du directeur du Festival de Rudolf Serkin et d'Alexander Schneider (second violon du Quatuor de Budapest). Le nouveau quatuor est lancé le 2 août 1964, avec un concert à Marlboro. Le nom Guarneri a été suggéré par Boris Kroyt (altiste du Quatuor de Budapest), qui a joué brièvement dans un ensemble de ce nom en Allemagne avant la seconde Guerre Mondiale.
Dès l'automne 1964, le quatuor est en résidence pour quatre ans au Harpur College (aujourd'hui Binghamton University) à Binghamton où ses membres enseignent à des étudiants avancés, tiennent une série de répétitions ouvertes et donnent une quinzaine de concerts par an. Steinhardt rapporte que le groupe a trouvé la situation attrayante : Binghamton étant à trois heures de route de leur base à New York, cela leur donne la possibilité de construire rapidement un répertoire, de gagner de l'expérience dans l'exécution et de développer des relations de travail entre eux.
Les Guarneri font leurs débuts à New York, le 28 février 1965, à la New School for Social Research, dans le cadre d'une série de concerts organisés par Alexander Schneider. Dans le public enthousiaste, on trouve Fritz Steinway, de la société d'organisation de concert « Judson, O'Neill, Beall et Steinway » (qui va bientôt devenir le gérant du groupe) et Max Wilcox, un producteur de disques de RCA Victor, qui obtient rapidement un contrat d'enregistrement pour les Guarneri. Le Quatuor se produit presque immédiatement ensuite, lors d'un concert à Cleveland, le 20 avril 1965. Pendant l'été, ils effectuent leur première tournée Européenne se produisant à Genève, Bâle, Amsterdam, Cologne et au Festival des deux mondes à Spoleto en Italie. Peu de temps après, le groupe remplace le retraité Quatuor de Budapest dans une série de concerts au Metropolitan Museum of Art – une série qui s'étendra tout au long de la carrière du Quatuor Guarneri, jusqu'à sa dissolution en 2009. Le Quatuor apparait au Mostly Mozart Festival en 1966 et une série de concerts au Lincoln Center (Alice Tully Hall) commence en 1975. On le voit également dans d'autres lieux fréquents de New York, notamment la Frick Collection, le centre du 92nd Street Y, l'Université Rockefeller et la Washington Irving High School.
En raison de la réputation grandissante du Quatuor, les tournées nationales et internationales deviennent un mode de vie – souvent à un rythme épuisant. Dans les premières années, ils jouent jusqu'à 130 concerts par an. Mais dans les années 1980, ils tentent – pas toujours avec succès – de limiter leurs apparitions à une centaine par an.
Bien que les membres du Quatuor, à l'unanimité et avec insistance, ont toujours préféré les exécutions de concert, ils sont, dès leurs débuts, de prolifiques artistes de l'enregistrement en studio. Leur première session pour RCA Victor a lieu en juin 1965. Elle comprend des quatuors de Mozart, Dvořák et Mendelssohn. En 1998, les Guarneri ont un catalogue de plus de 50 disques, avec notamment de nombreux enregistrements en compagnie d'Arthur Rubinstein. 
Les musiciens de l'ensemble Guarneri sont actifs dans l'enseignement. L'affiliation avec Harpur College se poursuit jusqu'en 1968, année où Steinhardt, Tree et Soyer sont nommés à la faculté du Curtis Institute of Music de Philadelphie. Les membres continuent à donner des cours les étés à Marlboro et en 1983, tous les quatre sont nommés artistes en résidence à l'Université du Maryland à College Park, où ils ont prolongé leur activité d'enseignement au-delà de la dissolution du Quatuor en 2009.
David Soyer, l'aîné d'une douzaine d'années par rapport à ses collègues, prend sa retraite en 2001 et sa place est confiée à Peter Wiley, un ancien étudiant de Soyer. La transition est symbolisée par un concert au Carnegie Hall, dans lequel le Quatuor Guarneri interprète le Quatuor en si bémol majeur, op. 130, de Beethoven, avec Soyer au violoncelle, suivi par le Quintette à cordes en ut de Schubert, avec Soyer et de Wiley pour les deux parties de violoncelle. L'incorporation de Wiley en tant que violoncelliste se fait en douceur : « Je ne me sens pas comme un nouveau gars », fait-il remarquer. « J'ai été un fan du quatuor depuis que j'ai 11 ans... C'est une transition très naturelle pour moi ». Dalley a ajouté « C'était en fait très bon pour nous, quand Peter est venu, même si le terrain du quatuor était nouveau pour lui... Je pense que j'ai plus appris de Peter qu'il a appris de nous. Il avait beaucoup de bonnes idées qui étaient toutes nouvelles pour nous ».
Les membres du Quatuor décident de dissoudre l'ensemble à la fin de la saison 2009, avec l'intention de rester sur de bonnes prestations. Faisant remarquer la difficulté de leur travail, Steinhardt a commenté : « Nous avons tous eu le sentiment que nous étions toujours assez bons en jouant et qu'il fallait mieux s'arrêter à ce moment-là que de poursuivre au-delà de notre temps. Nous avons eu étonnamment peu de discussions, tout le monde est arrivé à cette conclusion assez vite ». Tout en louant le timbre et le style des Guarneri, les critiques ont perçu l'augmentation des imperfections techniques, une diminution de leur intensité expressive et de leur lien émotionnel avec la musique, et ils ont convenu qu'il était temps que le Quatuor tire sa révérence. Pour certains des derniers concerts, David Soyer a rejoint les Guarneri pour jouer encore une fois le Quintette en ut de Schubert, écrit pour deux violoncelles,.
David Soyer décède le 25 février 2010. À partir de 2014, les autres musiciens des Guarneri continuent à enseigner et donner des concerts, soit individuellement ou ensemble, sous leur propre nom.

## Style et répertoire
Le style musical des Guarneri était particulier et largement admiré. Il est décrit comme « suave, élégant, très nuancé, techniquement irréprochable », « luxuriant et sonore, marié à une intensité d'objectif », « jeu transparent, chaleureux et passionné [avec] une unanimité qui n'a pas effacé la personnalité de chacun ». Le critique de Philadelphie, Daniel Patrick Stearns a fait remarquer que :

« Le public a continué à revenir pour la chaleur de ton qui a été construite à partir de l'intérieur, avec une présence particulièrement forte du second violon et de l'alto, mais avec des attaques et une projection en douceur. La tonalité plus maigre de Steinhardt définit comme un nuage de son avec une précision de laser. »

Le quatuor prend une dramatique, voire exubérante approche de l'interprétation musicale ; Steinhardt appelle cela « cape et d'épée et bravoure » (swashbuckling and boisterous) lorsqu'on compare avec le Quatuor Orion, dont il a décrit le style comme admirablement « raffiné et attentionné ». Dans un autre contexte, il a déclaré que « notre priorité est d'essayer de livrer l'essence de la musique et de créer le frisson – donner une interprétation qui sera aussi mémorable, vitale et énergique que possible. J'aimerais penser que nous avons mis la prudence légèrement de côté en faveur de l'impact émotionnel ». La haute tension du style d'interprétation s'est adoucie quelque peu à mesure que le groupe a mûri ; dans une critique de 2009 du Quatuor en mi-bémol, op. 127 de Beethoven, le critique David Stabler a déclaré dans Oregon :

« Au lieu de la sensation de la découverte, de la fraîcheur et de l'imprévisibilité, nous avons entendu un jeu de plus en plus tempéré. Au lieu de netteté et de force dans l'ouverture du Quatuor en mi-bémol, le doux son de la pédale propose une autre façon de s'engager avec la musique. Moins sur la surprise et l'urgence, plus sur la connaissance et l'acceptation. Pour le Guarneri, cela a bien fonctionné »

De nombreux quatuors s'efforcent de présenter clairement la cohésion de la tonalité, travaillent pour coordonner le phrasé, la technique d'archet et l'intonation, de manière à créer le sentiment d'un instrument unique avec quatre registres. David Blum note que le quatuor Guarneri a explicitement suivi un chemin différent :

« Ils admettent volontiers que d'autres quatuors cherchent et parviennent à une pâte sonore uniforme du timbre et de l'unité stylistique. Ils entrent dans le flux de l'expressivité musicale et laissent travailler cela, même si, ce faisant, occasionnellement, une certaine rudesse s'affiche. Leur but est toujours de communiquer la musique comme une expérience de vie. »

Dans une veine similaire, Dalley a exprimé l'intention des musiciens comme suit :

« Les autres membres ont des idées similaires sur ce qui restera du quatuor dans les mémoires. Vous entendez quatre voix individuelles plutôt que quatre personnes essayant de jouer ainsi. Nous avons aimé nous démarquer individuellement dans le quatuor plutôt que de jouer de manière unifiée. Nous voulions avoir notre propre personnalité, nous exprimer à travers elle, plutôt que d'être dociles »

Tree est d'accord :

« Je pense que comparés à nombre de nos collègues, nous serons surtout connus pour ne jamais faire d'histoires à propos du fait de jouer les mêmes coups d'archets. Certains interprètes venaient dans les coulisses et se demandaient si nous nous battions, car nos coups d'archet étaient différents. Nous étions peu orthodoxes dès le début, étant persuadés que nous devrions jouer du mieux que nous pouvons individuellement dans notre propre zone de confort en termes de coups d'archets, de doigtés, etc.. »

## Enregistrements
Le Quatuor Guarneri a fait de nombreux enregistrements au cours de sa longue histoire, notamment certaines des œuvres les plus importantes de la littérature du quatuor à cordes et de la musique de chambre. Ils ont enregistré pour l'Arabesque, RCA Victor « Red Seal », Philips et Surroundedby  Entertainment. Leur discographie partielle comprend :
- Arriaga – Quatuors à cordes
- Bartók – Quatuors à cordes
- Beethoven – Quatuors à cordes (enregistrés pour RCA et Philips), Quintette à cordes en ut majeur, op. 29 (avec Pinchas Zukerman)
- Borodine – Quatuor à cordes no 2
- Brahms – Quatuors à cordes et Quintettes à cordes (avec Pinchas Zukerman), Quintette avec piano en fa mineur, op. 34 (avec Arthur Rubinstein chez RCA, avec Peter Serkin chez Philips), Quatuors avec piano (avec Arthur Rubinstein),
- Debussy – Quatuors à cordes (enregistré pour RCA et pour Surroundedby Entertainment)
- Dohnányi – Quatuor à cordes no 2 en ré-bémol majeur
- Dvořák – Quintette avec piano no 2 op. 81 (avec Arthur Rubinstein), Quatuors à cordes : en ut, op. 61, en fa majeur, op. 96 « Américain », en sol majeur, op. 106, en la-bémol majeur, op. 105, Quintette avec alto en mi-bémol majeur, op. 97 (avec Walter Trampler), Terzetto op. 74
- Fauré – Quatuor à cordes op. 121 (enregistré deux fois chez RCA et Surroundedby Entertainment), Quatuor avec piano, op. 15 (avec Arthur Rubinstein)
- Grieg – Quatuor à cordes en sol mineur, op. 27 (enregistré deux fois pour RCA et Philips)
- Haydn – Quatuors à cordes : en ré majeur, op. 20 no 4, en sol mineur, op. 74 no 3, en sol majeur op. 77 no 1, en fa majeur op. 77 no 2
- Henze – Quintette avec piano (avec Peter Serkin)
- Janáček – Quatuors à cordes
- Mendelssohn – Quatuors à cordes op. 13 et op. 44 no 1, Quintette avec alto en si-bémol majeur op. 87 (avec Pinchas Zukerman), Octuor en mi-bémol majeur, op. 20 (avec le Quatuor à cordes Orion)
- Mozart – Quatuors avec piano (avec Arthur Rubinstein), Eine kleine Nachtmusik (avec Julius Levine), Six quatuors à cordes dédiés à Haydn (enregistré deux fois pour RCA et Philips), Quatuors à cordes : en ré majeur K.499, en ré majeur K.575, en si-bémol majeur K.589, en fa majeur K.590, Quintettes à cordes avec alto (avec Ida Kavafian, Steven Tenenbom et Kim Kashkashian)
- Ravel – Quatuor à cordes (enregistré deux fois pour RCA et Surroundedby Entertainment)
- Schubert – Quatuor à cordes en la mineur D804 (enregistré deux fois pour RCA et Arabesque), « Quartettsatz » en ut mineur, « La jeune fille et la mort » en ré mineur D810 (enregistré deux fois pour RCA et Arabesque), en sol majeur D887, Quintette à cordes en ut majeur D956 (avec Leonard Rose), Quintette « La Truite » D667 (avec Emanuel Ax, piano et Julius Levine, contrebasse)
- Schumann – Quatuors à cordes, op. 41, Quintette avec piano en mi-bémol majeur op. 44 (avec Arthur Rubinstein)
- Sibelius – Quatuor à cordes en ré mineur, op. 56 « Voces intimæ »
- Smetana – Quatuor à cordes en mi mineur « De ma vie »)
- Tchaïkovski – Quatuor à cordes no 1 en ré majeur, op. 11, « Souvenir de Florence » sextuor op. 70 (avec Boris Kroyt et Mischa Schneider)
- Verdi – Quatuor à cordes en mi mineur
- Wolf – Sérénade Italienne

## Distinctions
- 2005 : Ford Honors Award, University Musical Society, de l'Université du Michigan.
- 2004 : Richard J. Bogomolny National Service Award, de la Chamber Music America.
- 1992 : Prix du mérite de l'Association des arts de la scène de New York.
- 1983 : Doctorat honorifique de l'Université d'État de New York.
- 1982 : Sceau de la reconnaissance de New York.
- 1976 : Doctorat honorifique de l'université du Sud de la Floride

## Ressources
- 1998 : Arnold Steinhardt, Indivisible by Four: A String Quartet in Pursuit of Harmony, New York: Farrar, Straus and Giroux.   (ISBN 0-374-23670-4).
- 1989 : High Fidelity – The Guarneri String Quartet, réalisé et produit par Allan Miller.
- 1986 : David Blum,The Art of Quartet Playing: The Guarneri Quartet in Conversation with David Blum, New York: Alfred A. Knopf Inc.  (ISBN 0-394-53985-0).
- 1985 : I. Fink & C. Merriell with the Guarneri String Quartet, String Quartet Playing, New Jersey: Paganiniana Publications, Inc.  (ISBN 0-86622-007-0)
- 1980 : Helen Drees Ruttencutter, Quartet: a Profile of the Guarneri Quartet. New York. Lippincott & Crowell Publishers.  (ISBN 0-690-01944-0)